# Ladislas IV le Couman
Ladislas IV (en hongrois : IV. László) dit Ladislas le Couman (Kun László), né en 1262 et mort le 10 juillet 1290 à Körösszeg, est un prince de la dynastie Árpád, fils du roi Étienne V de Hongrie et d'Élisabeth la Coumane. Il est roi de Hongrie de 1272 à sa mort.

## Biographie
Ladislas est le fils aîné d'Étienne V (1239-1272), roi de Hongrie à partir de 1270, et de son épouse Élisabeth, fille d'un chef couman. Son enfance a été assombrie par les conflits entre son père et son grand-père Béla IV. En 1270, il se maria à Isabelle d'Anjou (1261-1303), fille du roi Charles Ier de Naples. Cependant, il la néglige au profit de son entourage couman, dont sa mère Élisabeth est issue. 
À la mort subite d'Étienne V, le 6 août 1272, il monte sur le trône à dix ans. Les magnats hongrois en profitent pour accaparer de grandes terres et mener des guerres privées. Fils d’une princesse coumane, il utilise ce peuple dès 1280 pour lutter contre les barons rebelles. Ces derniers obtiennent l’intervention du pape et demandent au roi de contraindre par la force les Coumans, encore païens, à recevoir le baptême et à rompre avec le nomadisme. Le roi commence par obtempérer, puis se cabre contre les exigences du légat Philippe de Fermo et est excommunié. 
Une guerre civile s’ensuit ; le roi se range aux côtés des Coumans, se met à vivre parmi eux, adopte leurs coutumes et s'entoure de concubines. Il répudie sa femme Élisabeth (née Isabelle d'Anjou) pour épouser une Coumane, et n'hésite pas à appeler à l’aide des Mongols qui ravagèrent le pays avec l’aide des Coumans.
Il est assassiné le 10 juillet 1290 par ses Coumans. Il meurt sans héritier direct et l’anarchie féodale s’installe à nouveau. Le pays se fractionne en provinces quasi indépendantes du pouvoir royal. Le pape déclare la Hongrie « fief pontifical » vacant et le donne à Charles Martel d'Anjou, encore enfant, de la dynastie des Anjou de Naples, apparentée par les femmes aux Arpad. Plusieurs autres prétendants se mettent sur les rangs, et la lutte pour le trône dure dix-huit ans.